# Igor Paklin
Igor Paklin (russisk: Игорь Васильевич Паклин tr. Igor Vasiljevitj Paklin ; født 15. juni 1963 i Frunse) er en sovjetisk/kirgisisk tidligere atletikudøver, der især gjorde sig bemærket inden for højdespring, hvor han i perioden 1985-1987 var indehaver af verdensrekorden med 2,41 m. Han er fortsat den tredjebedste højdespringer i verden med dette resultat, kun overgået af Patrik Sjöberg, der overtog hans rekord, og Javier Sotomayor, der nu har verdensrekorden.
Paklins bedste konkurrenceresultater i store internationale mesterskaber omfatter EM-guld i 1986 i Stuttgart og VM-guld indendørs i 1987 i Indianapolis samt sølvmedalje ved VM udendørs i 1987 i Rom. 